# 天主教傑布古教區
天主教傑布古教區（拉丁語：Dioecesis Diebuguensis）是布基納法索一個羅馬天主教教區，屬博博迪烏拉索總教區。
教區成立於1968年10月18日，包括伊奧巴省和布古里巴省。2006年有教友93,501人（佔轄區總人口8.1%）、十二個堂區、六十名司鐸。現任教區主教為拉斐爾·達比雷·庫西埃萊。